# Williams FW22
O FW22 é o modelo da Williams da temporada de 2000 da Fórmula 1. Condutores: Ralf Schumacher e  Jenson Button.

## Resultados[1]
(legenda)
| Ano  | Chassi | Motor       | Pneus | N° | Pilotos         | 1   | 2   | 3   | 4   | 5   | 6   | 7   | 8   | 9   | 10  | 11  | 12  | 13  | 14  | 15  | 16  | 17  | Pontos | Posição |  |
| ---- | ------ | ----------- | ----- | -- | --------------- | --- | --- | --- | --- | --- | --- | --- | --- | --- | --- | --- | --- | --- | --- | --- | --- | --- | ------ | ------- |  |
|      |        |             |       |    |                 |     |     |     |     |     |     |     |     |     |     |     |     |     |     |     |     |     |        |         |  |
|      |        |             |       |    |                 | AUS | BRA | SMR | GBR | ESP | EUR | MON | CAN | FRA | AUT | GER | HUN | BEL | ITA | USA | JAP | MYS |        |         |  |
| 2000 | FW22   | BMW E41 V10 | B     | 9  | Ralf Schumacher | 3   | 5   | Ret | 4   | 4   | Ret | Ret | 14† | 5   | Ret | 7   | 5   | 3   | 3   | Ret | Ret | Ret | 36     | 3º      |  |
| 2000 | FW22   | BMW E41 V10 | B     | 10 | Jenson Button   | Ret | 6   | Ret | 5   | 17† | 10† | Ret | 11  | 8   | 5   | 4   | 9   | 5   | Ret | Ret | 5   | Ret | 36     | 3º      |  |

† Completou mais de 90% da distância da corrida.